# Masaki Sumitani
Razor Ramon Hard Gay (ou, plus occasionnellement, Razor Ramon Hard Gay ou Leather Ramon Hard Gay ; en japonais レイザーラモンHG) est le nom de scène de Masaki Sumitani (住谷正樹), comédien et catcheur japonais né le 18 décembre 1975.
Sa popularité naît par l'entremise du Bakushō Mondai no Bakuten! (Daibakuten), une émission de variétés diffusée le samedi sur TBS Television. Il ne faut pas le confondre avec le catcheur professionnel américain Scott Hall, qui utilisait le pseudo « Razor Ramon ». Bien que la WWE ait acquis les droits du nom « Razor Ramon », elle n'a jamais poursuivi Hard Gay.

## Biographie
Masaki Sumitani est né le 18 décembre 1975 à Harima, dans la préfecture de Hyogo. Après un graduat au lycée de Higashi Kakogawa, il entre à l'Université Doshisha, et choisit des études de commerce. Il se prend de passion pour le catch, et rejoint la Doshisha Professional Wrestling Alliance (DWA).  Sous le nom de scène « GiveUp Sumitani », il gagne le championnat de catch professionnel chez les poids lourds, coorganisé par la DWA et la Ritsumeikan Wrestling Alliance (RWA), à Tokyo. 
À travers le catch de ses années d'université, Sumitani rencontre Makoto Izubuchi, avec lequel il formera le duo comique « Razon Ramon » en 1997. Ils gagneront le « Prix Fukuwarai » (issu d'une compétition assez peu connue), et gagne de l'expérience en participant à l'audition pour « SABUKI » au 2chome-gekijo, un club de comédie créé par la troupe « Yoshimoto Kogyo » à Osaka et qui a lancé de nombreux comédiens du Kansai. 
Après avoir fini ses humanités, Sumitani devient livreur pour un épicier, mais cette voie ne lui plaît guère : il désire poursuivre une carrière de comédien professionnel, et quitte ce travail après quatre mois. Il rejoint la troupe « Yoshimoto Kogyo », en compagnie de Makoto Izubuchi. « Razor Ramon » fait ses débuts en 1999, et gagne en 2002 un prix spécial au « Grand Prix Owarai (Comédie) » organisé par ABC. Sumitani et Izubuchi participent l'une des émissions comiques les plus regardées du Japon, produite par la Yoshimoto Kogyo. Ils y jouent souvent le rôle de yakuza, de salaryman ou patron de restaurant.

## Hard Gay
Hard Gay est le plus populaire des personnages développé par Sumitani. Il apparaît en 2002 et devient réellement célèbre en 2005. Outre le nom officiel de « Razor Ramon HG », il est souvent appelé « Hard Gay », ou même plus simplement HG. Habillé en cuir noir, évoquant le style vestimentaire des Village People, il se déplace dans les rues des villes japonaises, effectuant ce qu'il appelle du « social improvement » où il aide des inconnus à réaliser des tâches difficiles. Mais il poursuit d'autres objectifs : il investit par exemple de grandes entreprises, comme Tomy (pour avoir un Pic'pirate à son effigie) ou Yahoo (pour en devenir la mascotte). Ses prestations ont lieu sous la musique Livin' La Vida Loca de Ricky Martin — et un épisode avec la reprise japonaise Goldfinger'99 par Hiromi Go. 
Le nom de Hard Gay a été suggéré par un comédien de la troupe Yoshimoto Kogyo, Kendo Kobayashi, en référence à sa danse hard. Pour étoffer son personnage, Sumitani visite de nombreux bars d'homosexuels à Doyama-cho, le plus grand quartier gay d'Osaka. Son costume vient d'ailleurs d'une enseigne, VTFQ, spécialisée dans la mode gay : il se compose simplement d'une petite veste, d'une espèce de képi et d'un simple sous-vêtement en guise de pantalon, l'ensemble en cuir noir. Il porte aussi de grandes lunettes noires. 
À chaque émission, Hard Gay apparaît par la droite de la caméra, hurlant « Dômo, Hadogei desu! » (« Salut, je suis Hard Gay ! »), avec sa danse (qui consiste à se dandiner en effectuant de rapides déhanchés, bras en V vers le ciel). Son cri « Fuuuuuuuu !! » (prononcer « Fooouuuuuu ») revient de façon récurrente. Hard Gay s'écrie brusquement « Seï seï seï! » (diminutif de « Uruseï » signifiant « la ferme »), levant sa main devant leur visage, à ceux qui ne disent pas ce qu'il veut entendre, ou lorsqu'il veut le silence.
Vêtu de son blouson en cuir et de ses lunettes de vue, on le surnomme B'Hard Gay.
Son succès grandissant dépasse rapidement les frontières nippones jusqu'à s'établir en Europe où se créent de nombreux fan-club.

## Récompenses des magazines
- Pro Wrestling Illustrated
  - Classé 129e des 500 meilleurs catcheurs en 2006.

- Tokyo Sports Awards 
  - Japanese wrestling’s Rookie of the Year (2006)